# ريموت أبل
أبل ريموت أو ريموت أبل أو جهاز تحكم أبل أو جهاز أبل للتحكم عن بعد (بالإنجليزية: Apple Remote)‏ هو جهاز تحكم عن بعد، قُدّم للمستهلكين في أكتوبر 2005 بواسطة شركة أبل، لكي يتم استخدامة مع جميع أجهزتها التي تدعم خاصية الأشعة تحت الحمراء.

## تاريخ الجهاز
في البداية تم تصميم الجهاز ليتحكم في تطبيق معين علي جهاز الآيماك جي 5 ولكن الجهاز كان متوافق مع أجهزة أخري مثل تلفاز أبل وتم استخدامه في ثلاث أجيال متتالية من تلفاز أبل ولكن تم أستبداله في الجيل الرابع بـ جهاز تحكم عن بعد سيري.

## روابط خارجية
- حول جهاز التحكم عن بُعد من Apple